# Enric Masana i Serra
Enric Masana i Serra (Callús, Bages, 20 de juny de 1880 - Manresa, Bages, 7 de setembre de 1927) fou un músic i compositor de sardanes.
De jove va ser membre de l'Orquestra Masana de Manresa, de fort prestigi a la ciutat i que també es digueren els Masanes i durant un temps La Ampurdanesa. Va compondre ballables, valsos jota famosos en aquell temps, caramelles i tres sardanes.